# Frente Amplio Popular
El Frente Amplio Popular (FRAMPO) fue un pequeño partido político panameño de centroizquierda.
Fue creado en 1977 por Renato Pereira, antiguo líder de la Federación de Estudiantes de Panamá, y por Miguel Montiel. Obtuvo el reconocimiento como partido legalmente constituido en 1979.
El FRAMPO fue considerado un partido satélite del Partido Revolucionario Democrático (ideológicamente se ubicaba más a la izquierda que el PRD) y apoyó al régimen militar del General Omar Torrijos. Su última participación electoral fue en las elecciones generales de 1984, donde formó parte de la alianza oficialista UNADE que postuló a Nicolás Ardito Barletta. A pesar de la victoria de Barletta, el FRAMPO sólo aportó unos 5280 votos (0,82 % de los votos), lo que determinó su desaparición como partido político.